# Vancouver Open
Il Vancouver Open, noto come Odlum Brown Vancouver Open per ragioni pubblicitarie, è un torneo professionistico di tennis giocato sul cemento, che fa parte dell'ATP Challenger Tour maschile e del circuito WTA 125 femminile. In passato il torneo femminile ha fatto parte dell'ITF Women's Circuit e nel 2004 del WTA Tier V. Si gioca annualmente all'Hollyburn Country Club di Vancouver in Canada dal 2002.
Il torneo ha vinto il premio ATP riservato al torneo Challenger dell'anno nel 2017 e 2018.
Il torneo non è stato disputato nel 2023 e 2024 a causa del rinnovamento dell'impianto tennistico e alla concomitante mancanza di un'adeguata sede alternativa in cui il torneo poteva essere disputato.

## Albo d'oro

### Legenda
| Challenger/ITF Women's Circuit |
| WTA Tier V                     |

### Maschile

#### Singolare
| Anno       | Campione                               | Finalista                              | Punteggio                              |
| ---------- | -------------------------------------- | -------------------------------------- | -------------------------------------- |
| 2024- 2023 | Non disputato                          | Non disputato                          | Non disputato                          |
| 2022       | Constant Lestienne                     | Arthur Rinderknech                     | 6–0, 4–6, 6–3                          |
| 2021- 2020 | Non disputato per pandemia di COVID-19 | Non disputato per pandemia di COVID-19 | Non disputato per pandemia di COVID-19 |
| 2019       | Ričardas Berankis                      | Jason Jung                             | 6–3, 5–7, 6–4                          |
| 2018       | Daniel Evans                           | Jason Kubler                           | 4–6, 7–5, 7–6(3)                       |
| 2017       | Cedrik-Marcel Stebe                    | Jordan Thompson                        | 6–0, 6–1                               |
| 2016       | Non disputato                          | Non disputato                          | Non disputato                          |
| 2015       | Dudi Sela                              | John-Patrick Smith                     | 6–4, 7–5                               |
| 2014       | Marcos Baghdatis                       | Farrukh Dustov                         | 7–6(6), 6–3                            |
| 2013       | Vasek Pospisil                         | Daniel Evans                           | 6–0, 1–6, 7–5                          |
| 2012       | Igor Sijsling                          | Serhij Bubka                           | 6–1, 7–5                               |
| 2011       | James Ward                             | Robby Ginepri                          | 7–5, 6–4                               |
| 2010       | Dudi Sela                              | Ričardas Berankis                      | 7–5, 6–2                               |
| 2009       | Marcos Baghdatis                       | Xavier Malisse                         | 6–4, 6–4                               |
| 2008       | Dudi Sela                              | Kevin Kim                              | 6–3, 6–0                               |
| 2007       | Frédéric Niemeyer                      | Sam Querrey                            | 4–6, 6–4, 6–3                          |
| 2006       | Rik De Voest                           | Amer Delić                             | 7–6(4), 6–2                            |
| 2005       | Dudi Sela                              | Paul Baccanello                        | 6–2, 6–3                               |

#### Doppio
| Anno       | Campioni                               | Finalisti                              | Punteggio                              |
| ---------- | -------------------------------------- | -------------------------------------- | -------------------------------------- |
| 2024- 2023 | Non disputato                          | Non disputato                          | Non disputato                          |
| 2022       | André Göransson Ben McLachlan          | Treat Conrad Huey John-Patrick Smith   | 6(4)–7, 7–6(7), [11–9]                 |
| 2021- 2020 | Non disputato per pandemia di COVID-19 | Non disputato per pandemia di COVID-19 | Non disputato per pandemia di COVID-19 |
| 2019       | Robert Lindstedt Jonny O'Mara          | Treat Conrad Huey Adil Shamasdin       | 6–2, 7–5                               |
| 2018       | Luke Bambridge Neal Skupski            | Marc Polmans Max Purcell               | 4–6, 6–3, [10–6]                       |
| 2017       | James Cerretani Neal Skupski           | Treat Conrad Huey Robert Lindstedt     | 7–6(6), 6–2                            |
| 2016       | Non disputato                          | Non disputato                          | Non disputato                          |
| 2015       | Treat Conrad Huey Frederik Nielsen     | Yuki Bhambri Michael Venus             | 7–6(4), 6(3)–7, [10–5]                 |
| 2014       | Austin Krajicek John-Patrick Smith     | Marcus Daniell Artem Sitak             | 6–3, 4–6, [10–8]                       |
| 2013       | Jonathan Erlich Andy Ram               | James Cerretani Adil Shamasdin         | 6–1, 6–4                               |
| 2012       | Maxime Authom Ruben Bemelmans          | John Peers John-Patrick Smith          | 6–4, 6–2                               |
| 2011       | Treat Conrad Huey Travis Parrott       | Jordan Kerr David Martin               | 6–2, 1–6, [16–14]                      |
| 2010       | Treat Conrad Huey Dominic Inglot       | Ryan Harrison Jesse Levine             | 6–4, 7–5                               |
| 2009       | Kevin Anderson Rik De Voest            | Ramón Delgado Kaes Van't Hof           | 6–4, 6–4                               |
| 2008       | Eric Butorac Travis Parrott            | Rik De Voest Ashley Fisher             | 6–4, 7–6(3)                            |
| 2007       | Rik De Voest Ashley Fisher             | Alex Kuznetsov Donald Young            | 6–1, 6–2                               |
| 2006       | Eric Butorac Travis Parrott            | Rik De Voest Glenn Weiner              | 4–6, 6–3, [11–9]                       |
| 2005       | Ashley Fisher Tripp Phillips           | Huntley Montgomery Rajeev Ram          | 7–6(6), 1–6, 6–3                       |

### Femminile

#### Singolare
| Anno       | Campionessa                            | Finalista                              | Punteggio                              |
| ---------- | -------------------------------------- | -------------------------------------- | -------------------------------------- |
| 2024- 2023 | Non disputato                          | Non disputato                          | Non disputato                          |
| 2022       | Valentini Grammatikopoulou             | Lucia Bronzetti                        | 6–2, 6–4                               |
| 2021- 2020 | Non disputato per pandemia di COVID-19 | Non disputato per pandemia di COVID-19 | Non disputato per pandemia di COVID-19 |
| 2019       | Heather Watson                         | Sara Sorribes Tormo                    | 7–5, 6–4                               |
| 2018       | Misaki Doi                             | Heather Watson                         | 6(4)–7, 6–1, 6–4                       |
| 2017       | Maryna Zanevs'ka                       | Danka Kovinić                          | 5–7, 6–1, 6–3                          |
| 2016       | Non disputato                          | Non disputato                          | Non disputato                          |
| 2015       | Johanna Konta                          | Kirsten Flipkens                       | 6–2, 6–4                               |
| 2014       | Jarmila Gajdošová                      | Lesia Tsurenko                         | 3–6, 6–2, 7–6(3)                       |
| 2013       | Johanna Konta                          | Sharon Fichman                         | 6–4, 6–2                               |
| 2012       | Mallory Burdette                       | Jessica Pegula                         | 6–3, 6–0                               |
| 2011       | Aleksandra Wozniak                     | Jamie Hampton                          | 6–3, 6–1                               |
| 2010       | Jelena Dokić                           | Virginie Razzano                       | 6–1, 6–4                               |
| 2009       | Stéphanie Dubois                       | Sania Mirza                            | 1–6, 6–4, 6–4                          |
| 2008       | Urszula Radwańska                      | Julie Coin                             | 2–6, 6–3, 7–5                          |
| 2007       | Anne Keothavong                        | Stéphanie Dubois                       | 7–5, 6–1                               |
| 2006       | Ansley Cargill                         | Valérie Tétreault                      | 7–5, 6–4                               |
| 2005       | Ansley Cargill                         | Mélanie Gloria                         | 6–4, 6–2                               |
| 2004       | Nicole Vaidišová                       | Laura Granville                        | 2–6, 6–4, 6–2                          |
| 2003       | Anna-Lena Grönefeld                    | Vilmarie Castellvi                     | 6–2, 6–4                               |
| 2002       | Marija Šarapova                        | Laura Granville                        | 0–6, 6–3, 6–1                          |

#### Doppio
| Anno       | Campionesse                            | Finaliste                              | Punteggio                              |
| ---------- | -------------------------------------- | -------------------------------------- | -------------------------------------- |
| 2024- 2023 | Non disputato                          | Non disputato                          | Non disputato                          |
| 2022       | Miyu Katō Asia Muhammad                | Tímea Babos Angela Kulikov             | 6–3, 7–5                               |
| 2021- 2020 | Non disputato per pandemia di COVID-19 | Non disputato per pandemia di COVID-19 | Non disputato per pandemia di COVID-19 |
| 2019       | Nao Hibino Miyu Kato                   | Naomi Broady Erin Routliffe            | 6–2, 6–2                               |
| 2018       | Desirae Krawczyk Giuliana Olmos        | Kateryna Kozlova Arantxa Rus           | 6–2, 7–5                               |
| 2017       | Jessica Moore Jocelyn Rae              | Desirae Krawczyk Giuliana Olmos        | 6–1, 7–5                               |
| 2016       | Non disputato                          | Non disputato                          | Non disputato                          |
| 2015       | Johanna Konta Maria Sanchez            | Raluca Olaru Anna Tatishvili           | 7–6(5), 6–4                            |
| 2014       | Asia Muhammad Maria Sanchez            | Jamie Loeb Allie Will                  | 6–3, 1–6, [10–8]                       |
| 2013       | Sharon Fichman Maryna Zanevs'ka        | Jacqueline Cako Natalie Pluskota       | 6–2, 6–2                               |
| 2012       | Julia Glushko Olivia Rogowska          | Jacqueline Cako Natalie Pluskota       | 6–4, 5–7, [10–7]                       |
| 2011       | Karolína Plíšková Kristýna Plíšková    | Jamie Hampton Noppawan Lertcheewakarn  | 5–7, 6–2, [10–2]                       |
| 2010       | Chang Kai-chen Heidi El Tabakh         | Irina Falconi Amanda Fink              | 3–6, 6–3, [10–4]                       |
| 2009       | Ahsha Rolle Riza Zalameda              | Madison Brengle Lilia Osterloh         | 6–4, 6–3                               |
| 2008       | Carly Gullickson Nicole Kriz           | Christina Fusano Junri Namigata        | 6(4)–7, 6–1, [10–5]                    |
| 2007       | Stéphanie Dubois Marie-Ève Pelletier   | Soledad Esperón Agustina Lépore        | 6–4, 6–4                               |
| 2006       | Nicole Kriz Story Tweedie-Yates        | Jennifer Magley Courtney Nagle         | 7–5, 6–3                               |
| 2005       | Sarah Borwell Sarah Riske              | Lauren Barnikow Antonia Matic          | 6–4, 3–6, 7–6(0)                       |
| 2004       | Bethanie Mattek Abigail Spears         | Els Callens Anna-Lena Grönefeld        | 6–3, 6–3                               |
| 2003       | Amanda Augustus Mélanie Marois         | Nicole Sewell Andrea van den Hurk      | 7–6(4), 6–4                            |
| 2002       | Amanda Augustus Renata Kolbovic        | Lauren Kalvaria Gabriela Lastra        | 7–5, 7–5                               |